# Bujkoviće
Bujkoviće (cyr. Бујковиће) – wieś w Serbii, w okręgu raskim, w gminie Tutin. W 2011 roku liczyła 73 mieszkańców.